# (15019) Gingold
(15019) Gingold (1998 SW75) – planetoida z pasa głównego asteroid okrążająca Słońce w ciągu 3,28 lat w średniej odległości 2,21 j.a. Odkryta 29 września 1998 roku.